# Khusugtun
Khusugtun es un conjunto musical de Mongolia que toca música inspirada en la música tradicional de Mongolia . El grupo ha lanzado 2 álbumes y se presentó notablemente en los BBC Proms de 2011. En 2015, el grupo quedó en segundo lugar en la primera temporada de Asia's Got Talent .  La banda lleva el nombre de un tipo de carro, llamado "khusug", que los mongoles nómadas usaban para transportar sus yurtas y otras pertenencias.

## Miembros
- Batzorig Vaanching - Morin Khuur, canto de garganta
- Ariunbold Dashdorj - Morin Khuur, guitarra, canto de garganta
- Amarbayasgalan Chovjoo - Yatga, voz
- Chuluunbaatar Oyungerel - Morin Khuur, canto de garganta
- Ulambayar Khurelbaatar - Violonchelo, Tovshuur, Canto de garganta
- Adiyadorj Gombusuren - Tsuur, percusión, canto de garganta [3]

## Discografía
- Grupo de baladas Étnicas Khusugtun (2009)
- Jangar (2020) [4]